# Ирмингер, Карл Людвиг Христиан
Карл Людвиг Христиан Ирмингер (3 апреля 1802 года, Вевелсфлетс, Гольштейн-Глюкштадт — 7 февраля 1888 года, Копенгаген) — датский мореплаватель, гидрограф и вице-адмирал.

## Биография
Сын обер-лейтенанта Отто Фридриха Ирмингера и Марии Амалии Мекленбург.
В 1865 был назначен контр-адмиралом, с 1880 вице-адмирал.

## Память
В его честь названы море и течение.